# Phase folliculaire
 (novembre 2015).
Si vous disposez d'ouvrages ou d'articles de référence ou si vous connaissez des sites web de qualité traitant du thème abordé ici, merci de compléter l'article en donnant les références utiles à sa vérifiabilité et en les liant à la section « Notes et références ».

Diagramme représentant le cycle menstruel, avec la phase folliculaire dans la moitié gauche.

La phase folliculaire ou phase folliculinique constitue la première partie du cycle hormonal féminin qui commence généralement le premier jour des menstruations et qui se termine au moment de l'ovulation. Elle s'oppose à la phase lutéale.
C'est au cours de cette phase que les follicules contenus dans les ovaires se développent (le follicule tertiaire va devenir un follicule mûr sous l'action de la FSH hypophysaire sous le contrôle de la GnRH hypothalamique).